# (4663) Falta
(4663) Falta – planetoida należąca do zewnętrznej części pasa głównego asteroid okrążająca Słońce w ciągu 5 lat i 273 dni w średniej odległości 3,21 j.a. Została odkryta 27 września 1984 roku w Kleť Observatory w pobliżu Czeskich Budziejowic przez Antonína Mrkosa. Nazwa planetoidy pochodzi od Josefa Falty (1786-1847) inżyniera i kartografa który w 1831 roku narysował pierwszą mapę Kleť z wieży widokowej. Nazwę zaproponowała czeska astronom, Jana Tichá. Przed nadaniem oficjalnej nazwy planetoida nosiła oznaczenie tymczasowe 1984 SM1.